# Toselli (film)
Pour les articles homonymes, voir Toselli (homonymie).
Pour plus de détails, voir Fiche technique et Distribution.
Toselli (titre original : Romanzo d'amore) est un film franco-italien réalisé par Duilio Coletti, sorti en 1950.

## Synopsis
En 1902, Louise de Habsbourg-Lorraine, l'épouse du prince héritier de Saxe, a des idées démocratiques qui la rendent impopulaire. S'enfuyant à Florence pour éviter l'enfermement dans un asile, elle fait la connaissance du musicien Enrico Toselli....

## Fiche technique
- Titre : Toselli
- Titre original : Romanzo d'amore
- Réalisation : Duilio Coletti
- Scénario : Suso Cecchi D'Amico, Duilio Coletti, Aldo De Benedetti et Fulvio Palmieri
- Production : Domenico Forges Davanzati
- Société de production : Compagnie Cinématographique de France et Lux Film
- Musique : Gino Marinuzzi Jr.
- Photographie : Piero Portalupi
- Décors : Piero Gherardi
- Costumes : Maria De Matteis
- Montage : Mario Serandrei
- Pays de production :  Italie |  France
- Format : Noir et blanc — 35 mm — 1,37:1 — Son : Mono
- Genre : Film dramatique, Film romantique
- Durée : 95 minutes
- Dates de sortie :
  - Italie : 9 décembre 1950
  - France : 14 septembre 1951
- Affiche : Jacques Bonneaud (France)

## Distribution
- Danielle Darrieux : Luisa d'Asburgo-Lorena
- Rossano Brazzi : Enrico Toselli
- Harry Hardt : Browder
- Vira Silenti : Adèle
- Elena Altieri
- Egon von Jordan : Frédéric-Auguste de Saxe
- Maria Eis
- Charles Rutherford : Leopold de Saxe
- Mario Siletti